# V and B
Cet article concerne l'enseigne de vin et de bière. Pour les navires sponsorisés, voir V and B (Class40), Groupe Bel (IMOCA) et V and B-Monbana-Mayenne.
V and B est une enseigne française de magasins spécialisés dans la vente et la dégustation de vins, bières et spiritueux. Créée en 2001, son siège social est installé à Château-Gontier dans le département de la Mayenne. 

## Histoire
En 1998, au Mans, Jean-Pierre Derouet et Emmanuel Bouvet exploitent respectivement un bar à vin et une cave à bière au sein d'un même bâtiment. Se liant d'amitié, ils ont alors l'idée de s'associer en fusionnant leurs commerces. Le concept Vins et Bières est né.
Le premier magasin ouvre en 2001 à Château-Gontier. Le concept s'étend ensuite rapidement dans toute la France via un réseau de franchisés : 9 magasins en 2006[source insuffisante], 53 en 2012[source insuffisante], 146 en 2017[source insuffisante]. En 2022, V and B compte 255 magasins en France, dont 210 franchisés, pour un chiffre d’affaires de 180 millions d’euros. Chaque année, l'enseigne ouvre en moyenne 25 nouveaux magasins. 
Afin de former de nouveaux collaborateurs, la société lance en 2022 son propre centre de formation d'apprentis reconnu par l'État, la « V and B Academy »,.
En 2024, l'entreprise adopte une nouvelle identité graphique.

Logo de l'entreprise jusqu'en 2024.

## Sponsoring sportif
En 2014, V and B signe un contrat de partenariat avec le navigateur Maxime Sorel pour la route du Rhum en Class40. Ce sponsoring est ensuite renouvelé avec un autre Class40, V&B entre 2015 et 2018, puis avec les IMOCA V & B Mayenne (2019-2021) et V and B-Monbana-Mayenne (depuis 2022-2024). Ce partenariat prend fin en 2024, à l'issue du Vendée Globe 2024-2025. 
Depuis 2017, V and B est également partenaire de l'équipe cycliste « Laval Cyclisme 53 » qui évolue en Nationale 1.  Celle-ci porte depuis 2023, le nom de « Mayenne-V and B-Monbana ». 

## V and B Fest'
En 2019, l'enseigne lance un festival de musique nommé « V and B Fest' ». La première édition se tient sur l'hippodrome de Craon et rassemble plus de 36 000 personnes venu assister notamment aux concerts de IAM, Martin Solveig et Bigflo et Oli. En raison de la pandémie de Covid-19, la deuxième édition est reportée deux années de suite et se tient finalement en 2022 sur le domaine de la Maroutière à Château-Gontier, racheté pour l'occasion par V and B. Elle accueille Orelsan, Calogero et Sexion d'assaut en têtes d'affiche et réuni plus de 90 000 festivaliers. L'édition 2023 confirme le succès de l'événement avec près de 120 000 participants et la présence de DJ Snake, Damso, Matmatah, ou encore Juliette Armanet.

## Autres marques du groupe
- Mont-Hardi : brasserie de bière fondée en 2019 et située à Château-Gontier[17]
- Hugues Laborde : regroupement de six vignobles bordelais pour une surface totale de 110 hectares[18].
- Bière Levrette et Levrette Café[19],[20].
- V and B Connect : enseigne de vente par correspondance du groupe.